# Talyches
Cet article concerne le peuple talyche. Pour la langue talyche, voir Talysh (langue).
Les Talyches (aussi appelés Talysh, Talishi, Taleshi ou Talyshi) sont un groupe ethnique iranien d'Azerbaïdjan et du nord de l'Iran, parlant une langue iranienne et pratiquant l'islam sous les deux formes chiite ou sunnite.
Ils habitent dans la région historiquement connue sous les noms successifs de Caducée dans la protohistoire, de Caspiane dans l'Antiquité et de Talyshie-Goushtasbie (en) depuis le Moyen Âge. Leur capitale traditionnelle est Astara sur la mer Caspienne, ville divisée entre une partie azerbaïdjanaise au Nord et une partie iranienne au Sud.
Il n'existe pas de statistique officielle sur le nombre de Talyches estimé à un million de personnes en Iran et à 300 000 à 400 000 en Azerbaïdjan, estimation en désaccord avec les statistiques officielles de l'État azerbaïdjanais qui n'en comptent au mieux que 112 000, et plus récemment 76 841.

## Population
Les Talyches sont une population principalement rurale, vivant entre les régions du nord-ouest de l'Iran et du sud-est de l'Azerbaïdjan sur un territoire aux caractéristiques très variées : une partie vit ainsi dans le milieu très forestier des montagnes Talyches, tandis qu'une autre part du groupe est établie le long de la côte sud-ouest par la mer Caspienne. Ainsi le mode de vie et la profession des Talyches dépendent de leur habitat. Beaucoup d'entre-eux sont fermiers en raison des ressources agricoles de la région qu'ils habitent, où ils cultivent du blé, de l'orge ou du riz, ainsi que des vergers. Sur le littoral, la pêche domine. D'autres se livrent à l'artisanat et travaillent la soie ou l'étain ; ils fabriquent des tapis, des chaussures ou des bijoux.
Procéder au décompte des Talyches est ardu notamment en Azerbaïdjan où ils ont été comptés comme Azéris jusqu'en 1989, avant d'être recensés de manière distincte. Les études à ce sujet avancent donc des chiffres très différents : d'après les conclusions de l'Organisation des nations et des peuples non représentés en 2015, il y aurait en tout environ 540 000 Talyches répartis entre l'Iran et l'Azerbaïdjan, alors que le groupe lui-même en revendique le triple,.
Si l'on se réfère au nombre de locuteurs de la langue talyche, les données sont toutes autres : il y en aurait plus d'un million seulement en Azerbaïdjan. La différence vient du fait que seule une partie de ceux qui parlent la langue revendique son appartenance au groupe, la négation de l'identité talyche durant la période soviétique (en raison de sa présence dans l'« état impérialiste » voisin : l'Iran) ayant contribué à réduire le sentiment d'appartenance à ce groupe malgré un usage toujours courant de sa langue,.

## Histoire
L'histoire du peuple talyche est liée à celle des populations des bords de la mer Caspienne. Cette région, habitée depuis au moins 75 000 ans, a connu des populations agricoles sédentaires dès les XIe au IXe siècles av. J.-C., avec les Caducées, les Cimmériens, les Hyrcaniens, les Saces attestés aux Ve au IIe siècles av. J.-C., puis les Caspiens présents pendant l'Antiquité classique. Les Talyches sont attestés à partir du Moyen Âge, établissant leur propre khanat au XVIIe siècle et faisant ainsi reconnaître de jure l'autonomie dont ils disposaient de facto au sein des empires perse et turc qui se succèdent dans la région.
Le début du XIXe siècle a ensuite vu les puissances russe et perse se livrer bataille pour ce territoire durant les guerres russo-persanes. Dès lors, la partie nord-ouest du territoire sur lequel vivait les Talyches est passée sous pavillon russe, et ce jusqu'à la dislocation de l'URSS en 1991, lorsque l'Azerbaïdjan proclame son indépendance,.
Depuis l'époque soviétique, les Talyches vivant en Azerbaïdjan connaissent un débat identitaire en raison des pressions de la part de ce pays très nationaliste, qui les pousse à s'identifier comme azéris pour éviter les soucis avec les autorités.

## Mouvement autonomiste
Toutefois, un parti national talyche d'Azerbaïdjan a été fondé en 1992 et en juin 1993, alors qu'un peu partout dans l'ex-URSS les auto-proclamations séparatistes se multipliaient, Ali Ahkram Hummat (Aliakhram Goumbatov) proclama la formation d'une république autonome Talyche-Moughane (en) au sein de l'Azerbaïdjan. Deux mois plus tard, Hummat (Goumbatov) fut arrêté et d'abord condamné à mort pour sédition avant de voir sa sentence commuée en prison à perpétuité. Il fut ensuite libéré en 2004 à la suite de pressions récurrentes du Conseil de l'Europe. Cette tentative autonomiste conduisit le gouvernement azéri à intensifier sa « campagne d'intimidation et de répression contre les leaders du mouvement national talyche ».
Passé cette période, les activistes se réunirent au sein du Mouvement national talyche, constitué officiellement en 2007 aux Pays-Bas, où vivent la majeure partie des leaders en exil depuis la dissolution forcée de l'éphémère République autonome talyche. Les revendications de ce mouvement plaident en faveur de la reconnaissance officielle, en et par l'Azerbaïdjan, d'une autonomie culturelle locale, visant notamment à préserver l'usage de la langue talyche. Les autorités azerbaïdjanaises, elles, s'en tiennent à une organisation territoriale strictement unitaire, où il n'y a pas de place pour des autonomies locales, ni pour le Dağlıq Qarabağ à majorité arménienne, ni pour les Tats, ni pour les Talyches. Il en est de même pour les autorités iraniennes où seul le farsi est officiel, et où le talyche n'est pas enseigné.
Le Mouvement national talyche est membre l'Organisation des nations et des peuples non représentés depuis 2014, mais nul ne soutient ses propositions autonomistes dans un contexte où tant l'Azerbaïdjan membre de la CEI, que l'Iran qui est une importante puissance régionale, sont des États riches en énergies fossiles que leur voisinage préfère ménager.

## Culture
La langue talyche fait partie des langues indo-européennes du sous-groupe des langues iraniennes. D'après l'iranologue Khodzko, « la langue Talysh vient des soixante dialectes persans parlés à l’intérieur du royaume de Perse où elle est probablement née. Sa forme grammaticale et lexicale s’est sensiblement écartée des autres langues et dialectes du pays ».
En Azerbaïdjan, une émission radio de quinze minutes est ainsi diffusée deux fois par semaine en langue talyche sur une fréquence publique. En termes de presse écrite, la diffusion du talyche reste limitée : il n'existe qu'un seul journal émis dans cette langue et celui-ci n'est que faiblement tiré. De même, l'enseignement du talyche ne peut excéder deux heures par semaine selon la législation azerbaïdjanaise, et les professeurs manquent. À l'échelle locale, des initiatives ont vu le jour, visant à préserver le patrimoine culturel talyche. Dans le sud de l'Azerbaïdjan, un musée culturel talyche a ainsi été créé dans les années 1990 afin d'empêcher la disparition de l'identité de ce peuple.
Sur le plan cultuel, les Talyches sont très majoritairement chiites, ce qui explique leur lien particulier à l'Iran, mais il existe une minorité sunnite. Par ailleurs, de nombreuses traditions et pratiques pré-islamiques sont toujours visibles. Ainsi, les membres du peuple talyche témoignent d'une forme de révérence pour les arbres, considérés comme des sacrés. De même, leurs croyances évoquent la présence d'esprits, dont le plus maléfique s'avère être Alazhan, la « diablesse rouge ».